# Uruguay aux Jeux olympiques d'été de 2016
L'Uruguay participe aux Jeux olympiques d'été de 2016 à Rio de Janeiro au Brésil du 5 août au 21 août. Il s'agit de sa 21e participation à des Jeux d'été.

## Athlétisme

### Homme

#### Course
| Athlètes               | Compétitions     | Série   | Série | Demi-finales | Demi-finales | Finale          | Finale  |
| ---------------------- | ---------------- | ------- | ----- | ------------ | ------------ | --------------- | ------- |
| Athlètes               | Compétitions     | Temps   | Rang  | Temps        | Rang         | Temps           | Rang    |
| Nicolas Cuestas        | Marathon         | NC      | NC    | NC           | NC           | 2 h 17 min 44 s | 40e     |
| Ernesto Andres Zamora  | Marathon         | NC      | NC    | NC           | NC           | 2 h 18 min 36 s | 50e     |
| Martin Esteban Cuestas | Marathon         | NC      | NC    | NC           | NC           | 2 h 28 min 10 s | 110e    |
| Andrés Silva           | 400 mètres haies | 49 s 21 | 3e    | 49 s 75      | 6e           | Éliminé         | Éliminé |

#### Concours
| Athlètes      | Compétitions     | Série    | Série | Finale   | Finale |
| ------------- | ---------------- | -------- | ----- | -------- | ------ |
| Athlètes      | Compétitions     | Résultat | Rang  | Résultat | Rang   |
| Emiliano Lasa | Saut en longueur | 8,14 m   | 3e    | 8,10 m   | 6e     |

### Femme

#### Course
| Athlètes          | Compétitions | Série         | Série | Demi-Finales | Demi-Finales | Finale   | Finale   |
| ----------------- | ------------ | ------------- | ----- | ------------ | ------------ | -------- | -------- |
| Athlètes          | Compétitions | Temps         | Rang  | Temps        | Rang         | Temps    | Rang     |
| Déborah Rodríguez | 800 mètres   | 2 min 01 s 86 | 6e    | Éliminée     | Éliminée     | Éliminée | Éliminée |
|                   |              |               |       |              |              |          |          |

## Aviron
Légende: FA = finale A (médaille) ; FB = finale B (pas de médaille) ; FC = finale C (pas de médaille) ; FD = finale D (pas de médaille) ; FE = finale E (pas de médaille) ; FF = finale F (pas de médaille) ; SA/B = demi-finales A/B ; SC/D = demi-finales C/D ; SE/F = demi-finales E/F ; QF = quarts de finale; R= repêchage
| Athlète           | Compétition  | Séries        | Séries | Repêchage | Repêchage | Quarts de finale | Quarts de finale | Demi-finales  | Demi-finales | Finale        | Finale |
| Athlète           | Compétition  | Temps         | Rang   | Temps     | Rang      | Temps            | Rang             | Temps         | Rang         | Temps         | Rang   |
| ----------------- | ------------ | ------------- | ------ | --------- | --------- | ---------------- | ---------------- | ------------- | ------------ | ------------- | ------ |
| Jhonatan Esquivel | Skiff hommes | 7 min 16 s 08 | 3 QF   | exempt    | exempt    | 7 min 40 s 27    | 5 SC/D           | 7 min 22 s 98 | 1 FC         | 7 min 13 s 65 | 18     |

## Natation
| Athlète          | Épreuve      | Séries        | Séries | Demi-finales | Demi-finales | Finale  | Finale  |
| Athlète          | Épreuve      | Temps         | Rang   | Temps        | Rang         | Temps   | Rang    |
| ---------------- | ------------ | ------------- | ------ | ------------ | ------------ | ------- | ------- |
| Martín Melconian | 100 m brasse | 1 min 02 s 67 | 39e    | Éliminé      | Éliminé      | Éliminé | Éliminé |